# Арбузова, Оксана Владимировна
Окса́на Влади́мировна А́рбузова (в замужестве — Охлобы́стина; род. 24 апреля 1973, Чебоксары, СССР) — советская и российская киноактриса, сценарист.

## Биография
Оксана Владимировна Арбузова родилась 24 апреля 1973 года в Чебоксарах.
Отец — геолог-буровик Владимир Евгеньевич Арбузов (род. 14 марта 1937 года). Мать — юрист Валентина Степановна Арбузова (д. Терентьева) (род. 30 мая 1943 года) — заместитель начальника управления — начальник отдела прохождения документов и делопроизводства Управления документационного обеспечения и архива Аппарата Государственной Думы Российской Федерации. Старшая сестра — Елена Владимировна (д. Арбузова), работает на государственной службе; замужем, её сын — студент МАИ.
В детстве хорошо рисовала, ходила в дом пионеров в драмкружок, режиссёр Леонид Белозорович снимал свой первый фильм «Катенька», режиссёру и его помощникам понравилось, как Оксана сыграла в школьном спектакле «Снежная королева», и она попала в картотеку «Мосфильма».
Широкая известность пришла с главной ролью Аварии в молодёжной драме 1989 года «Авария — дочь мента».
В 1995 году окончила ВГИК (курс Сергея Соловьёва).
В 1999 году вместе с мужем Иваном Охлобыстиным написала сценарий фильма «Максимилиан».

## Личная жизнь
В 1996 году вышла замуж за кинорежиссёра и актёра Ивана Охлобыстина. 
У них шестеро детей: Анфиса (8 августа 1996), Евдокия (2 ноября 1997), Варвара (9 марта 1999), Василий (5 марта 2001), Иоанна (17 августа 2002), Савва (22 марта 2006).

## Фильмография

### Актриса
| Год  |     | Название                | Роль                     |
| ---- | --- | ----------------------- | ------------------------ |
| 1987 | ф   | Катенька                | Катенька                 |
| 1989 | ф   | Авария — дочь мента     | Валерия Авария           |
| 1989 | ф   | Наваждение              | Майка                    |
| 1990 | ф   | Сделано в СССР          | Катя                     |
| 1991 | ф   | Волкодав                | проститутка              |
| 1991 | ф   | Мигранты                | Полина                   |
| 1992 | ф   | Мужской зигзаг          | Аня Егорова              |
| 1992 | ф   | Белые одежды            | Женя Бабич               |
| 1992 | ф   | Увидеть Париж и умереть | Люда                     |
| 1993 | ф   | Завещание Сталина       | Женя                     |
| 1995 | кор | Переход                 | Имя персонажа не указано |
| 1997 | ф   | Ах, зачем эта ночь…     | Имя персонажа не указано |
| 1998 | ф   | Кто, если не мы         | сестра Толясика          |
| 2007 | ф   | Софи                    | мама Жени                |

### Сценарист
- 1999 — Максимилиан